# È l'amor che mi rovina
È l'amor che mi rovina è un film del 1951, diretto da Mario Soldati. È una commedia precorritrice del filone fanta-spionistico interpretata da Walter Chiari e Lucia Bosè.

## Trama
Il giovane Walter, commesso in un negozio di articoli sportivi e tutt'altro che sportivo, si innamora di Clara, cliente e maestra di sci. La segue al Sestriere dove si ritrova suo malgrado coinvolto in un intrigo di spie che devono contrabbandare una sostanza esplosiva rubata all'esercito. A complicare le cose arriva anche il suo fraterno amico Carlo sempre in cerca di compagnia femminile.

## Critica
(Fantafilm)